# (13051) 1990 SF5
A (13051) 1990 SF5 a Naprendszer kisbolygóövében található aszteroida. Eric Walter Elst fedezte fel 1990. szeptember 22-én.

## Kapcsolódó szócikk
- Kisbolygók listája (13001–13500)